# Marcus Caecilius Metellus
Marcus Caecilius Metellus war ein Politiker der römischen Republik. 
Marcus Caecilius Metellus war einer der vier Söhne des Quintus Caecilius Metellus Macedonicus. Er war Münzmeister im Jahr 127 v. Chr. Metellus war spätestens 118 v. Chr. Prätor. Im Jahr 115 v. Chr. war er Konsul. In der Zeit von 114 bis 111 v. Chr. war Metellus als Prokonsul in Sardinien und Korsika. Für seine Erfolge feierte er im Quintilis (Juli) 111 v. Chr. einen Triumph; am selben Tag triumphierte auch sein Bruder Gaius Caecilius Metellus Caprarius über Thrakien.